# 일본의 외국인 묘지

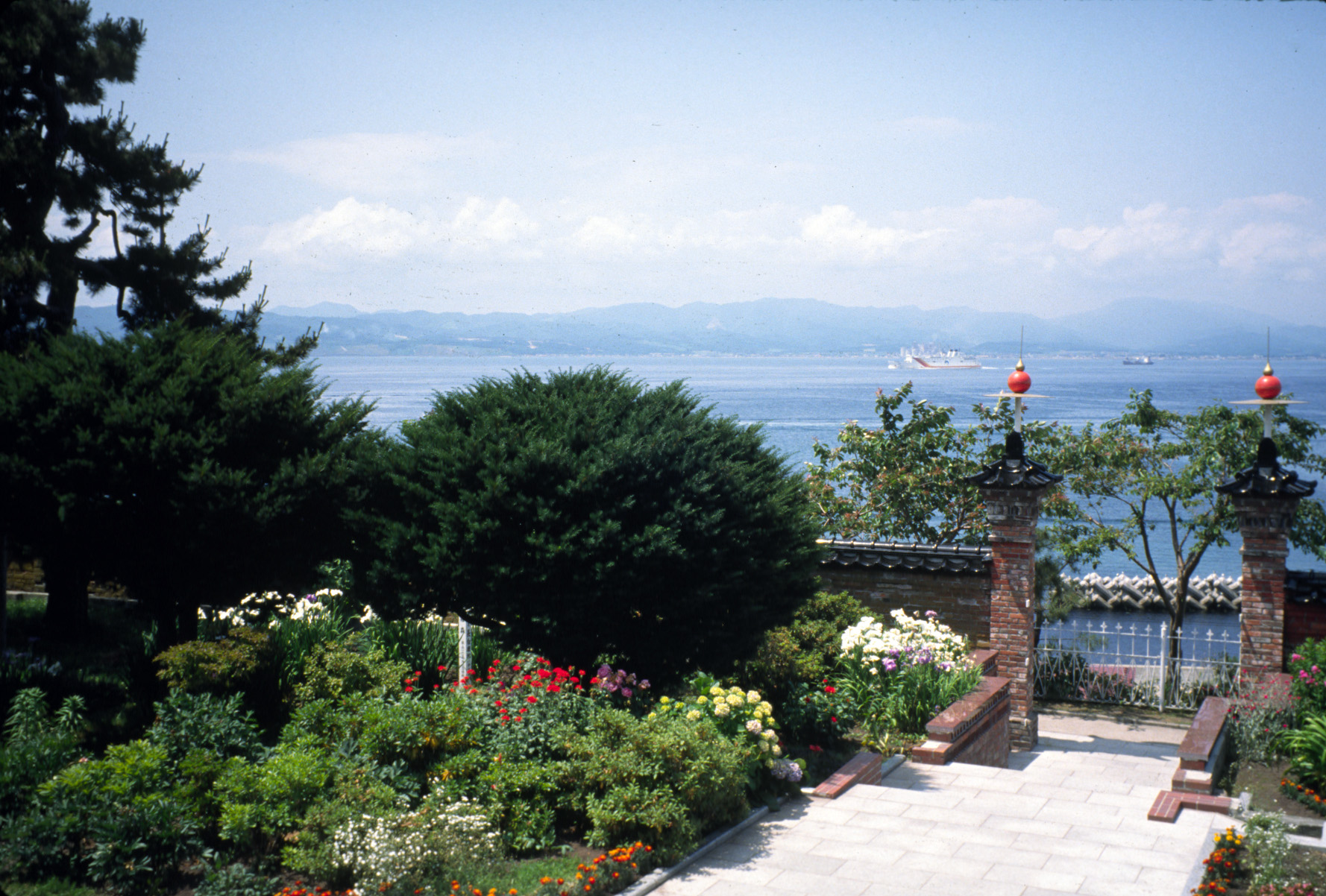
하코다테의 외국인 묘지

일본의 외국인 묘지(영어: foreign cemeteries in Japan, 일본어: 外国人墓地)는 주로 도쿄와 구(舊) 개항장인 고베, 하코다테, 나가사키, 요코하마에 위치해 있다. 이곳은 일본에 장기 거주하거나 일본에서 사망한 외국인의 유해가 안치되어 있으며, 군 묘지와 별도로 운영된다.

## 같이 보기
- 외국인 거류지
- 고용 외국인
- 영일 관계